# Шевченко (Немировский район)
Шевченко (укр. Шевченка) — посёлок, входит в Немировский район Винницкой области Украины.
Население по переписи 2001 года составляло 39 человек. Почтовый индекс — 22810. Телефонный код — 4331. Занимает площадь 0,18 км². Код КОАТУУ — 523081002.

## Местный совет
22855, Вінницька обл., Немирівський р-н, с. Воловодівка